# غراند إزلي (فيرمونت)
غراند إزلي (بالإنجليزية: Grand Isle, Vermont)‏ هي بلدة تقع بولاية فيرمونت في الولايات المتحدة. تبلغ مساحتها 91 (كم²)، وترتفع عن سطح البحر 52 م، بلغ عدد سكانها 1955 نسمة في عام 2000 حسب إحصاء مكتب تعداد الولايات المتحدة وتصل الكثافة السكانية فيها 45.7 نسمة/كم2.

## وصلات خارجية
- www.grandislevt.org
- The US50 - Cities and Towns in Vermont State
- Vermont Cities and Towns, Facts, Map, Flag, Colleges, Government, and More